# Suva FC
Suva FC – fidżyjski klub piłkarski, mający siedzibę w Suvie. W sezonie 2021 występuje w National Football League, pierwszym poziomie rozgrywkowym na Fidżi.
Klub ten 4 razy zdobył tytuł mistrza Fidżi w piłce nożnej.

## Stadion
Suva FC rozgrywa swoje mecze na Stadionie Narodowym.

## Skład
Stan na: 28 sierpnia 2021
| Nr | Poz. | Piłkarz                |
| -- | ---- | ---------------------- |
| 3  | PO   | Meli Codro             |
| 4  | OB   | Simione Nabenu         |
| 5  | OB   | Remueru Tekiate        |
| 6  | PO   | Mohammed Khan          |
| 8  | PO   | Kelvin Naidu           |
| 9  | NA   | Iosefo Verevou         |
| 10 | NA   | Christopher Wasasala   |
| 11 | NA   | Ravnesh Karan Singh () |
| 12 | OB   | Joeli Ranitu           |
| 15 | OB   | Waisake Navunigasau    |
| 16 | PO   | Shahil Dave            |
| 17 | OB   | Filipe Baravilala      |
| 18 | OB   | Laisenia Raura         |
| 19 | PO   | Merrill Nand           |
| 20 | PO   | Shazil Ali             |

| Nr | Poz. | Piłkarz                 |
| -- | ---- | ----------------------- |
| 22 | BR   | Emori Ragata            |
|    | BR   | Jovilisi Borisi         |
|    | BR   | Atunaisa Naucukidi      |
|    | OB   | Ivan Kumar              |
|    | PO   | Kalisito Veikoka        |
|    | NA   | Azariah Soromon         |
|    | NA   | Manasa Levaci Jr.       |
|    | NA   | Alex Saniel             |
|    | NA   | Semi Matalau            |
|    | NA   | Patrick Sarwan          |
|    | NA   | Gabriele Matanisiga     |
|    | OB   | Anish Khem              |
|    | PO   | Abhishek Prasad         |
|    | NA   | Mohammed Ishrat         |
|    | OB   | Michael Eniola Oyesanya |

## Sukcesy
- Inter-District Championship (13×)[3]: 1940, 1945, 1946, 1948, 1951, 1956, 1960, 1981, 1983, 2012, 2014
- National Football League (4×)[3]: 1996, 1997, 2014, 2020
- Puchar Fidżi (3×)[3]: 1995, 2011, 2020
- Battle of the Giants (3×)[3]: 1982, 1988, 1995